# Joseph Bähr
Franz Joseph Bähr (* 19. Februar 1770 in Deiningen; † 7. August 1819 in Wien; auch Bär oder Behr) war ein deutscher Klarinettist.

## Leben
Bähr war ein Sohn des Bäckers Andreas Beer; es ist jedoch nicht bekannt aus welcher der zahlreichen Ehen seines Vaters er entstammt. Joseph Bähr war zwischen 1782 und 1783 Diskantist an der Pfarrkirche St. Alban in Wallerstein und ab 1783 als Violinist Mitglied der Hofkapelle von Kraft Ernst Fürst zu Oettingen-Wallerstein. Nachdem Bähr 1785 von Kraft Ernst zu Oettingen-Wallerstein eine Klarinette als Geschenk erhalten hatte, widmete er sich zunehmend dem Spiel dieses Instruments. Im Mai desselben Jahres wurde er im Verzeichnis der vom Kapellmeister Antonio Rosetti geleiteten Hofkapelle als zweiter Geiger und Klarinettist mit einem Jahresgehalt von 96 Gulden aufgeführt. Auf Veranlassung von Kraft Ernst zu Oettingen-Wallerstein nahm Bähr 1787 in Würzburg Klarinettenunterricht beim ersten Klarinettisten der fürstbischöflichen Hofkapelle, Philipp Meißner. Bis 1796 wirkte Bähr als Bläser der Harmoniemusik des Fürsten zu Oettingen-Wallerstein und war zugleich auch Geiger der Fürstlich Wallersteiner Hofkapelle unter der Leitung von Rosetti und seinen Nachfolgern Georg Feldmayr, Paul Wineberger und Friedrich Witt.
Sein erstes auswärtiges Klarinettenkonzert gab Bähr 1788 zusammen mit dem Flötisten Alois Ernst im Gasthaus Zum Weißen Lamm in Augsburg. Kurz darauf erfolgte dort ein weiteres Konzert von Bähr, Ernst und der Pianistin Nannette Stein im Hochgräflich Fuggerischen Saal. Mit dem Cellisten Friedrich Witt ging Bähr in den Jahren 1793 und 1794 auf Konzertreisen nach Thüringen, Ludwigslust, Berlin und Potsdam, bei denen Bähr auch mit Kompositionen von Witt erfolgreich war. Während der Konzerte in Preußen begnete Bähr wahrscheinlich auch seinem Namensvetter, dem kgl. preußischen Hofmusikus Joseph Beer. Der preußische zweite Hornist Karl Türrschmidt war von den Auftritten von Witt und Bähr fasziniert; zugleich bedauerte er „da wir schon einen Bähren haben, so gebe daß ein hübsches gespann, dann unser anterer Clarinettist ist von Herzen schlecht“. Von einer Konzertreise nach Wien kehrten Witt und Bähr im Jahre 1796 nicht zurück. Witt verließ die Metropole der k. k. Monarchie wenig später; Bähr verblieb zeitlebens dort.
Aloys Fürst zu Liechtenstein berief Bähr 1796 anstelle des in k. k. Dienste abgegangenen Johann Klein mit einem Jahresgehalt von 400 Gulden in seine Harmoniemusik unter Leitung von Joseph Triebensee. Als Mitglied der fürstlichen Kammer- und Theaterkapelle musizierte Bähr in Wien, während der Jagdsaison auch auf den Schlössern in Feldsberg und Eisgrub, sowie im Vorstadttheater in Penzing und im Stadtpalais Liechtenstein.
Daneben trat Bähr in Wien auch als Solist und Kammermusiker auf. Im Jahre 1797 spielte er bei der Uraufführung von Ludwig van Beethovens Quintett op. 16 für Klavier und Bläser, wobei der Komponist wie auch bei einer weiteren Aufführung am 2. April 1798 durch die Wiener Tonkünstler-Sozietät im Hofburgtheater selbst das Klavierspiel übernahm. Am 1. April 1798 hatte Bähr im Hofburgtheater ein weiteres Klarinettenkonzert aufgeführt. Ebenfalls im Hofburgtheater wirkte Bähr am 2. April 1800 bei einem von Beethoven selbst veranstalteten Konzert bei der Uraufführung des Septetts op. 20 mit. Am 4. April 1803 gab Bähr an gleicher Stelle in einem Konzert der Tonkünstler-Societät das  Clarinett-Concert von Friedrich Witt. Im Hof- und Nationaltheater spielte Bähr am 5. April 1805 bei der Uraufführung von Beethovens Bläsersextett op. 71 im Rahmen eines Benefizkonzertes des Schuppanzigh-Quartetts den Part der Ersten Klarinette; dies blieb zugleich sein letzter großer Auftritt. Wegen zunehmender bedenklicher Brustbeschwerden sah sich Bähr im Dezember 1807 zu einem Pensionierungsgesuch veranlasst. Zu Beginn des Jahres 1808 bewilligte die Liechtensteinische Hofkanzlei Bähr ein jährliches Gnadengehalt von 200 Gulden.
Bei Beethovens Klaviertrio op. 11 aus dem Jahre 1797 handelt es sich möglicherweise um eine Auftragskomposition Bährs. Bähr war seit 1802 mit der elf Jahre jüngeren Barbara Prem verheiratet, die Ehe blieb kinderlos. Seit dem 15. Mai 1803 war er Mitglied der Wiener Tonkünstler-Sozietät.
Joseph Bähr starb 1819 an einem hektischen Fieber. Seine Witwe verstarb zwei Jahre später 39-jährig an Lungenschwindsucht.

## Verwechslung mit Joseph Beer
Die vom Musikwissenschaftler Ludwig Schiedermair in seiner 1907 erschienenen Studie Die Blütezeit der Öttingen-Wallerstein‘schen Hofkapelle erfolgte Gleichsetzung Franz Joseph Bähr mit seinem in Berlin wirkenden Namensvetter Johann Joseph Beer (1744–1812) führte lange Zeit zu Verwirrungen über den/die Klarinettisten Joseph Beer. Jon R. Piersol äußerte 1972 in seiner Dissertationsschrift The Oettingen-Wallerstein Hofkapelle and its Wind Music die Vermutung, dass der Wallersteiner und der Wiener Klarinettist Joseph Bähr ein und dieselbe Person seien. Dieser These schloss sich wenig später auch Ulrich Rau in seiner Dissertation an. Da ihm (ebenso wie Günther Grünsteudel) die Arbeit von Karl Maria Pisarowitz unbekannt geblieben war, unterschied er zwischen drei Klarinettisten Joseph Beer – dem Berliner Beer, dem Wiener Beer und dem Wallersteiner Beer. Schon im Jahr 1973 hatte Karl Maria Pisarowitz in seinem Aufsatz Der Bär, den man uns aufband alle Irrtümer ausgeräumt und nachgewiesen, dass Joseph Bähr mit dem Wallersteiner Klarinettisten identisch war.